# Gornji Kuti
Gornji Kuti es una localidad de Croacia en el municipio de Brod Moravice, condado de Primorje-Gorski Kotar.

## Geografía
Se encuentra a una altitud de 662 m s. n. m. a 114 km de la capital nacional, Zagreb.

## Demografía
En el censo 2011 el total de población de la localidad fue de 42 habitantes.
| Gráfica de población de Gornji Kuti 1857-2011                       |
|                                                                     |
| Según los censos de población de la oficina estadística de Croacia. |